# Lịch sử Hồi giáo
Lịch sử Hồi giáo liên quan đến chính trị, xã hội, kinh tế và sự phát triển của văn minh Hồi giáo. Hầu hết các nhà sử học  tin rằng Hồi giáo bắt nguồn từ Mecca và Medina vào đầu thế kỷ thứ 7 sau Công nguyên, khoảng 600 năm sau khi thành lập Kitô giáo. Tuy nhiên, người Hồi giáo tin rằng nó không bắt đầu với Muhammad, nhưng đó là đức tin ban đầu của những người khác mà họ coi là tiên tri, như Jesus, David, Moses, Abraham, Noah và Adam.
Vào năm 610 CN, Muhammad bắt đầu nhận được những gì người Hồi giáo coi là những mặc khải thiêng liêng. Thông điệp của Muhammad đã chỉ giúp có được một số ít đồ đệ và đã gặp phải sự phản đối ngày càng tăng từ những người có uy tín tại Meccan. Vào năm 622, một vài năm sau khi mất đi sự bảo vệ với cái chết của người chú có ảnh hưởng Abu Talib, Muhammad đã di cư đến thành phố Yathrib (nay là Medina). Với cái chết của Muhammad năm 632, sự bất đồng đã nổ ra về việc ai sẽ là người lãnh đạo kế tục vị trí của ông trong cộng đồng Hồi giáo trong Rashidun Caliphate.
Đến thế kỷ thứ 8, Umayyad Caliphate kéo dài từ Iberia và Nam Ý ở phía tây đến sông Indus ở phía đông. Các vùng đất này sau đó được trị vì bởi những người Umayyads (ở Trung Đông và sau đó ở Iberia), Abbasids, Fatimids và Mamluks là một trong những cường quốc có ảnh hưởng nhất trên thế giới. Thời đại hoàng kim Hồi giáo đã tạo ra nhiều trung tâm văn hóa và khoa học và sản sinh ra các nhà thiên văn học, nhà toán học, bác sĩ và triết gia đáng chú ý trong thời Trung Cổ.
Đến đầu thế kỷ 13, Vương quốc Hồi giáo Delhi đã chinh phục phần lớn tiểu lục địa phía bắc Ấn Độ, trong khi các triều đại Turkic như Vương quốc Rum và Artuqids đã chinh phục phần lớn vùng Tiểu Á từ Đế quốc Byzantine trong suốt thế kỷ 11 và 12. Vào thế kỷ 13 và 14, các cuộc xâm lược mang tính tàn phá của người Mông Cổ và những người Tamerlane (Timur) từ phương Đông, cùng với sự mất mát dân số trong Cái chết Đen, làm suy yếu đáng kể các trung tâm truyền thống của thế giới Hồi giáo, trải dài từ Ba Tư đến Ai Cập, nhưng đã chứng kiến sự xuất hiện của các cường quốc kinh tế toàn cầu như Đế chế Mali của Tây Phi và Vương quốc Bengal của Nam Á. Sau quá trình bị trục xuất và nô lệ của người Hồi giáo Moors từ Emirate của Sicily và các vùng lãnh thổ Ý, các vùng đất Tây Ban Nha theo Hồi giáo đã dần dần bị các lực lượng Kitô giáo trong Reconquista chinh phục. Tuy nhiên, trong thời kỳ đầu hiện đại, các đế chế dùng thuốc súng Hồi giáo như Đế chế Ottoman, Safavid Iran và Mughal Ấn Độ đã trở thành những cường quốc thế giới. Trong thế kỷ 19 và đầu thế kỷ 20, hầu hết thế giới Hồi giáo đều rơi vào tầm ảnh hưởng hoặc sự kiểm soát trực tiếp của "các cường quốc" châu Âu. Những nỗ lực của họ để giành độc lập và xây dựng các quốc gia hiện đại trong suốt hai thế kỷ qua tiếp tục vang dội cho đến ngày nay, cũng như các khu vực xung đột tranh giành nhiên liệu ở các khu vực như Palestine, Kashmir, Tân Cương, Chechnya, Trung Phi, Bosnia và Myanmar.